# Walentin Iglinski
Walentin Iglinski, kaz. Валентин Иглинский (ur. 12 maja 1984 w Astanie) – kazachski kolarz szosowy.
Jest młodszym bratem Maksima, bardziej znanego zawodowego kolarza szosowego.

## Najważniejsze zwycięstwa i sukcesy
- 2004
  - 1. miejsce na 6. etapie Tour of Hainan
- 2007
  - 2. miejsce w Tour of Japan
    - 1. miejsce na 2. i 4. etapie

  - 1. miejsce na 1. i 2. etapie Dookoła Bułgarii
- 2008
  - 1. miejsce na 3. i 6. etapie Vuelta Ciclista a Navarra
- 2009
  - 1. miejsce na 4. i 5. etapie Tour of Qinghai Lake
  - 1. miejsce na 4. i 5. etapie Dookoła Bułgarii
  - 1. miejsce na 1., 3. i 7. etapie Tour de Serbie
- 2010
  - 1. miejsce w Tour of Hainan
    - 1. miejsce na 2. etapie
- 2011
  - 1. miejsce na 2. etapie Tour of Turkey
  - 1. miejsce w Tour of Hainan
    - 1. miejsce na 8. etapie
- 2012
  - 2. miejsce w Tour of Hainan